# Alta Sassonia

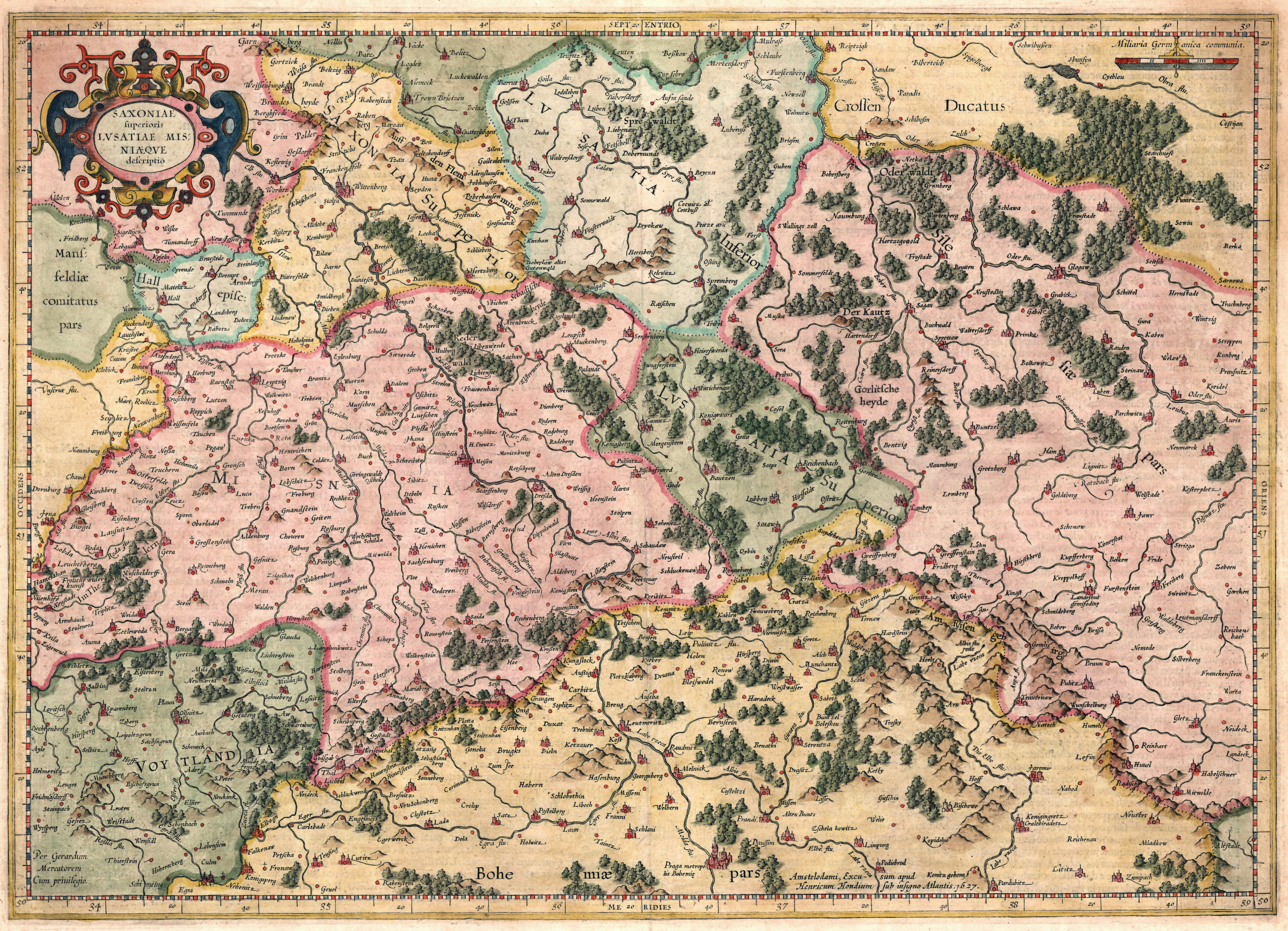
Saxonia superioris (Saxe–Wittenberg) con Meißen e Lusatias, atlante Mercator–Hondius, 1627

Alta Sassonia (in lingua tedesca Obersachsen) era il nome dato alla maggior parte delle terre tedesche appartenenti alla Casa di Wettin in quella che oggi è la Germania centrale (Mitteldeutschland). 

## Storia
Il nome deriva da quando, dopo la caduta del duca Enrico il Leone nel 1180, il medievale Ducato di Sassonia venne dissolto e le terre della Sassonia-Wittenberg passarono alla Casa di Ascania e più tardi ai Wettin nel Margraviato di Meißen. Queste dinastie sottomisero le zone ad est del fiume Saale abitate da slavi polabi e presero il nome tribale Sachsen (Sassoni) a monte del fiume Elba. 
Fu particolarmente per distinguere le terre della Bassa Sassonia, un concetto che sorse in seguito nell'uso popolare (anche se mai applicato) come termine per le terre di origine sassone a nord e ad ovest della Germania (dove erano diffusi i dialetti basso sassone), in quello che oggi è lo  stato della Bassa Sassonia, così come l'adiacente Westfalia, Holstein e la parte occidentale della Sassonia-Anhalt a nord della catena dei monti Harz (Ostfalia).
Secondo la Bolla d'oro del 1356, le terre della Sassonia-Wittenberg sull'Elba divennero elettorato, nel 1423 che si fuse con Meißen sotto la dinastia Wettin e si diresse verso la provincia dell'Alta Sassonia. I Wettin acquisirono la regione della Lusazia dal 1635 a seguito della pace di Praga e, infine, vennero elevati a  re di Sassonia nel 1806. Così i cittadini dello Stato tedesco attuale della Sassonia sono semplicemente noti come Sassoni. Questo è vero per i media, anche se i dialetti tedesco centrale orientale dell'alto sassone (Meißenisch e Osterländisch) vengono collocati nel dialetto della Turingia.